# 尼卢卡·卡鲁纳拉特纳
尼卢卡·卡鲁纳拉特纳（英語：Niluka Karunaratne，1985年2月13日—），斯里蘭卡男子羽毛球運動員。

## 簡歷
尼卢卡·卡鲁纳拉特纳的父親是羽毛球國手，在父親的薰陶下，他自8歲起便打羽毛球，到15歲時開始代表國家隊參加國際賽事。
2010年11月，尼卢卡·卡鲁纳拉特纳代表斯里蘭卡出戰廣州亞運會，參加羽毛球比賽的男子單打及雙打項目，但在賽前因傷退出賽事。
2012年7月，尼卢卡·卡鲁纳拉特纳代表斯里蘭卡出戰英國倫敦舉行的奥林匹克运动会羽毛球比賽男子單打項目；在小組賽階段爆冷以2比0（21-18、21-16）擊敗賽事的8號種子、日本名將田兒賢一，順利晉級淘汰賽；但在首輪賽事便以1比2（14-21、21-15、9-21）負於印度的卡夏普·帕鲁帕利出局，16強止步。
2013年8月，尼卢卡·卡鲁纳拉特纳參加中國廣州舉行的世界羽毛球錦標賽，出戰男子單打項目，在首圈就以0比2（13-21、16-21）負於6號種子、香港的胡贇出局。
2014年8月，尼卢卡·卡鲁纳拉特纳參加丹麥哥本哈根舉行的世界羽毛球錦標賽，出戰男子單打項目，首圈就以0比2（18-21、11-21）不敵德國的马克·茨维布勒出局。
2017年8月，卡鲁纳拉特纳參加蘇格蘭格拉斯哥舉行的世界羽毛球錦標賽，出戰男子單打項目，首圈就以0比2（17-21、6-21）不敵荷蘭的马克·卡尔尤出局。

## 主要比賽成績
只列出曾進入準決賽的國際賽事成績：
| 年份   | 賽事                   | 公開賽級別 | 項目     | 拍檔                | 成績   |
| ------ | ---------------------- | ---------- | -------- | ------------------- | ------ |
| 2002年 | 孟加拉羽毛球卫星赛     | —          | 男子单打 | —                   | 准决赛 |
| 2003年 | 斯里兰卡羽毛球卫星赛   | —          | 男子双打 | Thanuja Liyanage    | 准决赛 |
| 2003年 | 威尔士羽毛球国际赛     | —          | 男子单打 | —                   | 冠军   |
| 2004年 | 纽西兰羽毛球国际赛     | —          | 男子单打 | —                   | 准决赛 |
| 2004年 | 澳大利亚羽毛球国际赛   | —          | 男子单打 | —                   | 亚军   |
| 2005年 | 斯里兰卡羽毛球卫星赛   | —          | 混合双打 | Thilini Jayasinghe  | 亚军   |
| 2007年 | 巴林羽毛球卫星赛       | 国际系列赛 | 男子单打 | —                   | 准决赛 |
| 2011年 | 威爾斯羽毛球國際賽     | 國際系列賽 | 男子單打 | －                  | 冠軍   |
| 2012年 | 愛沙尼亞羽毛球國際賽   | 國際系列賽 | 男子單打 | －                  | 準決賽 |
| 2012年 | 伊朗羽毛球國際挑戰賽   | 國際挑戰賽 | 男子單打 | －                  | 冠軍   |
| 2012年 | 荷蘭羽毛球國際賽       | 國際挑戰賽 | 男子單打 | －                  | 準決賽 |
| 2012年 | 巴西羽毛球國際賽       | 國際挑戰賽 | 男子單打 | －                  | 亞軍   |
| 2012年 | 巴西羽毛球國際賽       | 國際挑戰賽 | 男子雙打 | 迪奴卡·卡鲁纳拉特纳 | 準決賽 |
| 2013年 | 奧地利羽毛球國際挑戰賽 | 國際挑戰賽 | 男子單打 | －                  | 準決賽 |
| 2014年 | 秘魯羽毛球國際賽       | 國際挑戰賽 | 男子單打 | －                  | 準決賽 |
| 2014年 | 荷蘭羽毛球國際賽       | 國際系列賽 | 男子單打 | －                  | 亞軍   |
| 2015年 | 伊朗羽毛球國際挑戰賽   | 國際挑戰賽 | 男子單打 | －                  | 準決賽 |
| 2016年 | 烏干達羽毛球國際賽     | 國際系列賽 | 男子單打 | －                  | 冠軍   |
| 2016年 | 烏干達羽毛球國際賽     | 國際系列賽 | 男子雙打 | 迪奴卡·卡鲁纳拉特纳 | 冠軍   |
| 2016年 | 葡萄牙羽毛球國際賽     | 國際系列賽 | 男子單打 | －                  | 冠軍   |
| 2016年 | 羅馬尼亞羽毛球國際賽   | 國際系列賽 | 男子單打 | －                  | 準決賽 |
| 2016年 | 大溪地羽毛球國際挑戰賽 | 國際挑戰賽 | 男子單打 | －                  | 準決賽 |
| 2017年 | 巴西羽毛球國際賽       | 國際挑戰賽 | 男子單打 | －                  | 冠軍   |
| 2017年 | 挪威羽毛球國際賽       | 國際系列賽 | 男子雙打 | 迪奴卡·卡鲁纳拉特纳 | 準決賽 |
| 2019年 | 貝寧羽毛球國際賽       | 國際系列賽 | 男子單打 | －                  | 冠軍   |
| 2019年 | 科特迪瓦羽毛球國際賽   | 國際系列賽 | 男子單打 | －                  | 準決賽 |
| 2019年 | 雪梨羽毛球國際賽       | 國際系列賽 | 男子單打 | －                  | 準決賽 |
| 2019年 | 埃及羽毛球國際賽       | 國際系列賽 | 男子單打 | －                  | 準決賽 |
| 2020年 | 烏干達羽毛球國際賽     | 國際系列賽 | 男子單打 | －                  | 亞軍   |
| 2021年 | 葡萄牙羽毛球國際賽     | 國際系列賽 | 男子單打 | －                  | 準決賽 |

| 2007-2017年 | 首要超級賽 | 超級賽 | 黃金大獎賽 | 大獎賽 | 國際挑戰賽 | 國際系列賽 | 未來系列賽 | 其他 |

| 2018-2026年 | 總決賽 | 超級1000賽 | 超級750賽 | 超級500賽 | 超級300賽 | 超級100賽 | 國際挑戰賽 | 國際系列賽 | 未來系列賽 | 其他 |

### 奧運會和世錦賽參賽紀錄
|          | 2005 |      | 2012 | 2013 | 2014 | 2015       | 2016 | 2017 | 2018 | 2019       | 2020 | 2021 | 2022 |
| 男子單打 | 64強 | 16強 | 64強 | 64強 | －   | 小組第二名 | 64強 | 64強 | 64強 | 小組第三名 | 32強 | 64強 |      |